# 少奇同志
《少奇同志》，中国大陆电视剧，导演孙波，主演郭连文、李克俭、王伍福、孙维民、宗利群。

## 剧情
该剧讲述了从1945年到1949年第二次国共内战期间的刘少奇相关事迹。

## 演出
| 演员   | 角色   | 备注 |
| 郭连文 | 刘少奇 |      |
| 李克俭 | 毛泽东 |      |
| 王伍福 | 朱德   |      |
| 孙维民 | 周恩来 |      |
| 宗立群 | 彭德怀 |      |
| 王健   | 任弼时 |      |
| 陈健   | 叶剑英 |      |
| 史鑫   | 邓小平 |      |
| 田勇   | 林彪   |      |
| 熊邦雄 | 张闻天 |      |

## 制作
该剧是“纪念刘少奇诞生100周年”、“纪念中国共产党建立80周年”献礼剧。
该剧制作方是中国中央电视台影视部、中国银行、海军政治部电视艺术中心。

## 评价
中共官方重大革命历史题材影视创作领导小组：“该剧在艺术上既尊重史实，又有艺术创新，保持了它的历史价值和美学品格，朴实无华地塑造了刘少奇同志以及毛泽东、朱德、周恩来、彭德怀等中共领导人，运筹帷幄决胜千里的艺术形象。这部电视剧同时也是一部集党史、军史、中国革命史的生动教材，在反映刘少奇同志的系列影视剧创作上，具有填补空白的意义。”

## 奖项
- 中国电视剧飞天奖[3]
- 中国电视金鹰奖[3]
- 中国人民解放军电视剧金星奖[3]